# Василь Рагуля
Василь Рагуля ( 16 (28) червня 1879, с. Ачукевичі, Новогрудський повіт, Мінська губернія (нині Новогрудський район, Гродненська область) - 16 червня 1955, Нью-Йорк, США)  — білоруський політичний і громадський діяч, публіцист, посол I каденції сейма Польської Республіки, сенатор II каденції Польської Республіки. 

## Біографія
Закінчив Віленський вчительський інститут (1900). Вчителював у Мінському повіті, у Сморгоні і в Мінську. Заарештований у 1906 за участь в революційних подіях. Під час Першої світової війни воював на Західному фронті. У 1917 вступив в Російську демократичну партію. Учасник 1-го Всебілоруського конгресу (1917) в Мінську. У 1918 викладав в навчальних закладах Мінська. 
Під час перебування білоруських земель у складі Польської Республіки входив до Російської об'єднаної радикально-демократичної групи. З літа 1920 в Червоній Армії; у 1921 залишив її і повернувся в рідне село. У 1922 обраний депутатом польського сейму, увійшов до Білоруського посольського клубу. Один з ініціаторів створення і керівників Білоруської селянської спілки . У грудні 1925 був членом ініціативної групи зі створення Білоруського інституту господарства і культури . У 1928 обраний сенатором, але швидко позбавлений парламентського імунітету і ув'язнений на 2 роки.  Після звільнення повернувся до рідного села. 
З вересня 1939 вчителював у місцевій школі. Заарештований 20 червня 1941. З початком війни втік з-під арешту. Був призначений бургомістром Дятловського району. З 1944 в Німеччині, потім в Бельгії. У 1950 переїхав до США. Автор спогадів. 